# Horský štít

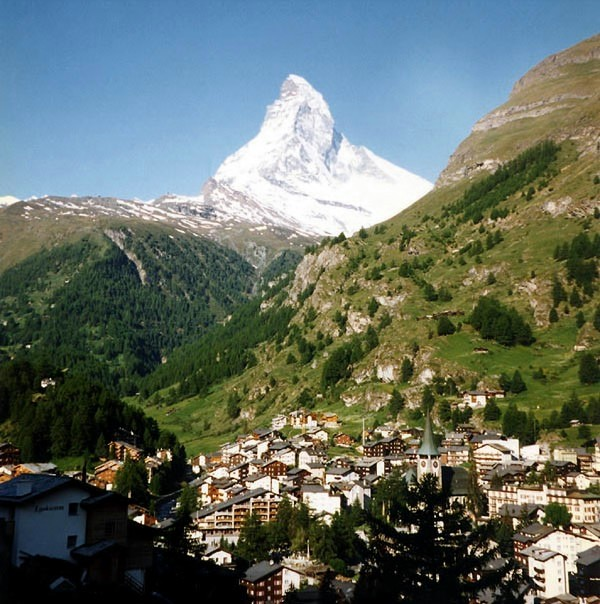
Matterhorn

Horský štít je vrcholová část velehory nebo horského masívu tvořená skalními stěnami a složitějšími skalními tvary, obvykle se jím rozumí horní třetina.
Horským štítem se také rozumí výrazná izolovaná hora se strmými skalními stěnami, ale i výrazně kulminující hora ve skalním hřebenu. V české i zahraniční literatuře se horské štíty objevují pod synonymy matterhorn (podle typové lokality ve Walliských Alpách) nebo karlingy.
V České republice je někdy jako ukázka karlingu uváděna Sněžka (viz encyklopedie „Krkonoše - příroda, historie, život“ vydaná v roce 2007 nakladatelstvím Baset). Její tvarování ledovcem je nepochybné. Nejbližší příklady horských štítů jsou v Alpách a ve Vysokých Tatrách.
Horské štíty odedávna lákaly svou nepřístupností. Od konce 19. století je zdolávání štítů součástí horolezectví.

## Nejznámější štíty
- Mount Everest – nejvyšší štít Asie i celého světa
- Mont Blanc – nejvyšší štít Evropy
- Denali – nejvyšší štít Severní Ameriky
- Gerlachovský štít – nejvyšší štít Tater